# Nidzica
Nidzica (în poloneză, în trecut, Nibork, în germană Neidenburg) este un oraș în Voievodatul Varmie-Mazuria în Polonia. Are o populație de 15.000 locuitori.

## Clasamente internaționale
- www.nidzica.pl